# Inspector Gadget
Inspector Gadget is een Amerikaanse animatieserie over de gelijknamige onhandige detective. Inspector Gadget is een cyborg met verscheidene "gadgets" in zijn lichaam verwerkt. Zijn belangrijkste vijand is Dr. Claw, de leider van de misdaadorganisatie MAD (een acroniem voor ofwel Mean And Dirty ofwel Malevolent Agency of Destruction).
De originele serie liep van 1983 tot 1986, en was de eerste tekenfilmserie van DIC Entertainment, die gelijktijdig aan meerdere zenders is verkocht. De serie kende meerdere spin-offs, waaronder enkele animatieseries, een computerspel en twee live-action films.
In Nederland is de serie aanvankelijk in het Engels gesproken met Nederlandse ondertiteling. Later werd de serie Nederlands gesproken.

## Belangrijkste personages en hun stemacteurs
- Inspector Gadget (Don Adams) – De hoofdpersoon, een onhandige detective met een Don Quichotachtige naïviteit. Gadget is een cyborg, waarbij werkende gadgets in het lichaam zijn ingebouwd. Zijn gadgets werken alleen niet altijd optimaal. In de eerste aflevering droeg Gadget een snor en was hij een stuk slimmer. Zijn stopwoord is "wowsers".
- Penny (Cree Summer (seizoen 1) en Holly Berger (seizoen 2)) – Gadgets nichtje, dat bij hem inwoont. Zij lost meestal de misdaden op, in plaats van haar oom. Met haar 'computerboek' kan ze onder andere op afstand mechanische apparaten besturen. In sommige gevallen lukt dit ook met haar horloge.
- Brain (Frank Welker) – Penny's hond. Loopt meestal op zijn achterpoten, en kan (met moeite) communiceren met mensen. Communiceert meestal met gebruikmaking van pantomime. Hij vergezelt Gadget vaak onopvallend op missies in opdracht van Penny, maar wordt door Gadget zelf vaak onterecht aangezien voor MAD-agent.
- Dr. Claw (Frank Welker) – Gadgets aartsvijand en leider van misdaadorganisatie MAD. De kijkers zien meestal enkel Dr. Claws gehandschoende handen en horen zijn duistere dreigende stem, waarbij de rest van het lichaam, dus ook zijn gezicht, verborgen blijft. Dr. Claw beschikt over een computer, waarmee hij kan communiceren met zijn MAD-agenten of zelf gevaarlijke plannen in werking kan stellen. Verder beschikt hij over speciale sinister uitziende auto, die kan transformeren in een straalvliegtuig of in een onderzeeboot.
- Chef Quimby (Dan Hennessey (seizoen 1) en Maurice LaMarche (seizoen 2)) – Gadgets superieur. Is meestal te zien aan het begin van een aflevering als opdrachtgever, en aan het einde van een aflevering om Gadget te feliciteren met de overwinning. Een terugkerende grap is dat Gadget de zelfvernietigende papierenopdracht verfrommeld en dan terug naar Quimby gooit, die dan in zijn gezicht ontploft.
- MAD Cat (Frank Welker) – De kat van Dr. Claw. Veelal in beeld terwijl hij wordt geaaid door zijn baas, een parodie op Ernst Stavro Blofeld, de aartsvijand van James Bond, die ook meestal te zien was terwijl hij zijn kat streelde.
- Corporal Capeman (Townsend Coleman) – Gadgets sidekick. Kleedt zich als een typische superheld, met cape, masker en maillot. Corporal Capeman heeft echter geen bijzondere krachten en is net zo onhandig als zijn mentor. Was enkel in het tweede seizoen te zien.

## Verhaal
De serie kent 86 afleveringen in twee seizoenen. Alle afleveringen volgen een zeker basisplot. De verschillende afleveringen kennen weinig variatie binnen dit plot:
- Gadget, Penny en Brain doen een familieactiviteit, totdat deze wordt verstoord door Chief Quimby, onherkenbaar vermomd in een binnen de omgeving passend kostuum.
- Quimby geeft Gadget een geheime missie via een papiertje, dat zal ontploffen nadat het gelezen is, een parodie op de televisieserie Mission Impossible. Door Gadgets onhandigheid ontploft het papiertje altijd in het gezicht van Quimby.
- Dr. Claw, die het hele gebeuren heeft gadegeslagen op zijn computer, openbaart zijn plan en geeft zijn volgeling(en) de opdracht dit uit te voeren. Meestal is dit een plan om iets te stelen of iemand te ontvoeren, of om Gadget te elimineren.
- Inspector Gadget stuntelt door zijn missie, meestal zonder door te hebben wat er nu eigenlijk om hem heen gebeurt. Over het algemeen ziet hij behulpzame vrienden aan voor leden van MAD, én omgekeerd.
- Penny stuurt Brain achter Gadget aan, zodat deze ervoor kan zorgen dat haar oom niet gewond of in de problemen raakt. In een vermomming volgt de hond Gadget, die zijn eigen huisdier nooit herkent. Meestal merkt hij Brain zelfs aan als hoofdverdachte in zijn onderzoek en besteedt hij een groot gedeelte van de tijd aan het achtervolgen van Brain, waarbij hij soms zelfs de MAD-leden te hulp schiet. Mocht Gadget in gevaar komen, zorgt Brain er meestal voor dat het gevaar wordt afgewend. Meestal raken hierdoor wel Brain en de MAD-leden in de problemen, maar Gadget overkomt zelden iets. Als Gadget iets gebeurt, is dat meestal zijn eigen schuld of die van zijn blunderende gadgets.
- Penny lost, veelal met behulp van haar computerboek, de misdaad op. Ze raakt hierbij vaak gevangen, waarna ze weer ontsnapt.
- Inspector Gadget krijgt alle eer voor het oplossen van de misdaad, ook al is zijn aandeel in het oplossen van de misdaad nihil en doen Brain en Penny al het werk. Hun bijdrage in de goede afloop wordt door niemand vermoed.
- Aan het einde van de aflevering volgt een goede tip, zoals gebruikelijk was in kinderseries uit de jaren tachtig.

De meeste actie speelt zich af in Gadgets woonplaats, Metro City, en waarschijnlijk is Gadget onderdeel van de politie van deze stad. Toch leiden zijn missies hem naar alle uithoeken van de wereld.

## De gadgets
De herkomst van de gadgets en de reden waarom ze zijn ingebracht in Inspector Gadgets lichaam zijn onbekend. Enkel zijn maker, Professor von Slickstein, is bekend en hij speelt mee in enkele afleveringen. De meeste gadgets zijn te activeren door hun naam te roepen voorafgaand met de woorden "Go go". Zo worden zijn armen bijvoorbeeld uitgerekt door "Go go Gadget arms" te roepen. Meestal werken de gadgets niet naar behoren, of worden de verkeerde geactiveerd. Vaak gebeurt dat onbedoeld op momenten waarop Gadget in gevaar is.

### Lijst van gadgets
- Gadget Binoculars: een verrekijker die vanuit zijn hoed voor zijn ogen schuift.
- Gadget 'Brella: een paraplu, vastgehouden door een hand die uit zijn hoed komt. Kan worden gebruikt als parachute, maar vaak klapt hij om door de snelheid van een vrije val.
- Gadget Coat: zijn trenchcoat die zich opblaast wanneer iemand aan de knopen trekt.
- Gadget Copter: een propeller die uit zijn hoed komt en hem in staat stelt om te vliegen.
- Gadget Cuffs: handboeien die tevoorschijn komen uit zijn onderarm.
- Gadget Ears: metalen schelpen die zich rondom Gadgets oren uitvouwen, zodat hij beter hoort.
- Gadget Gloves: een grote bokshandschoen die soms met geluk raak slaat.
- Gadget Hands: mechanische handen die uit zijn hoed komen, en verscheidene objecten vast kunnen hebben, waaronder een camera, een ventilator, een zoeklicht en een blikopener.
- Gadget Lasso: zijn stropdas die dienstdoet als lasso.
- Gadget Legs/Arms/Neck: Gadgets benen, armen en nek kunnen telescopisch zeer ver worden uitgerekt, zodat hij gemakkelijker over hindernissen heen stapt, bij moeilijk te bereiken voorwerpen kan komen of op een andere locatie in zijn omgeving kan rond kijken terwijl hij ergens staat of zit.
- Gadget Magnets: zeer krachtige magneten die uit de zolen van zijn schoenen komen. Ze zorgen dat Gadget altijd op een vaste plaats met metalen ondergrond kan blijven staan, bijvoorbeeld op het dak van een rijdende trein.
- Gadget Mallet: een houten hamer, vastgehouden door een hand uit zijn hoed. Gadget gebruikt hem vooral om iemand mee te slaan.
- Gadget Phone: een telefoon in zijn hand. De antenne komt uit een vinger, de spreker en ontvanger uit een andere. Soms als het algemene telefoontjes zijn buiten zijn dienst om dan verschijnt er een hand uit zijn hoed die een telefoonhoorn vasthoudt.
- Gadget Respirator: een zuurstofmasker, dat uit zijn hoed komt vervolgens zelf moet opzetten.
- Gadget Siren: een sirene die in combinatie met een zwaailicht uit zijn hoed komen.
- Gadget Skates: Rolschaatsen die uit zijn schoenen komen.
- Gadget Skis: ski's die uit zijn schoenen tevoorschijn komen.
- Gadget Spring: een springveer die uit zijn hoed komt, meestal gebruikt om de klap op te vangen als Gadget op zijn hoofd dreigt te vallen.
- Finger Gadgets: verscheidene gadgets in zijn vingers die te bereiken zijn door het topje van de vinger af te schroeven, bijvoorbeeld een zaklamp, een sleutel, een laser, een pen, een fluit en een gemotoriseerde schroevendraaier.

### Gadgetmobile
De auto van Inspector Gadget, de Gadgetmobile welke een politieauto is, zit ook vol met gadgets. Hij kan zelfs geheel worden getransformeerd in de Gadgetvan, een bestelbusje. De gadgets worden in combinatie met een druk op een toets op het dashboard of een beweging van de pook van de versnellingsbak geactiveerd. De meeste auto-gadgets werken alleen maar als de auto getransformeerd is naar de Gadgetmobile. Zo kent de auto onder andere een raket-lanceer installatie, een parachute voor het geval dat de auto een vrije val maakt, een lijmkanon, een lachgasspuit, een laser, een grote grijper in de voorbumper en verstelbare wielen zodat de auto ook in de hoogte kan rijden, wat regelmatig wordt gebruikt om auto's mee in te halen vanaf bovenaf.

## Openingsmuziek
De openingsmuziek van Inspector gadget werd geschreven door Shuki Levy. Het stuk lijkt op 'In de hal van de Bergkoning' van de componist Edvard Grieg.

## Achtergrondinformatie
Het eerste seizoen liep op de Amerikaanse televisie van 10 september 1983 tot november 1984 en bestond uit 65 afleveringen, die elk ongeveer 22 minuten duurt. Dit seizoen werd in het seizoen 1984 - 1985 herhaald.
Het tweede seizoen liep van september 1985 tot februari 1986 en bestond uit 21 afleveringen. Er werden wel veranderingen aangebracht aan de formule. Zo kwam er een nieuw personage, Corporal Capeman, en werden niet alle slechteriken aan het eind van een aflevering gevangengenomen – hetgeen in het vorige seizoen gebruikelijk was – waardoor ze in een volgende aflevering konden terugkeren. Ook verhuisden Gadget, Penny en Brain naar een meer technisch geavanceerd huis, gevuld met gadgets.
De eerste afleveringen werden geschreven in Frankrijk en getekend in het Japanse Tokio, al werden sommige afleveringen in Taiwan getekend. In Canada werden de stemmen ingesproken, waarna ze in de Verenigde Staten werden uitgezonden. Een maand later werden ze uitgezonden in Frankrijk. In het tweede seizoen werden de stemmen in de VS ingesproken. Hierdoor werden enkele stemacteurs, waaronder Cree Summer, die de stem van Penny deed, vervangen door andere.
De show deed veel mensen denken aan de Amerikaanse live-action televisieserie Get Smart, een parodie op de spionage- en detectiveseries van dat moment. Don Adams, die de stem insprak van Inspector Gadget, speelde in die serie de hoofdrol.

## Spin-offs
Het succes van de serie leidde tot meerdere spin-offs:
- Inspector Gadget Saves Christmas – een televisiespecial van de serie.
- Gadget Boy & Heather – een spin-offserie over Gadgets jeugdjaren.
- Inspector Gadget's Field Trip
- Gadget Boy's Adventures in History
- Inspector Gadget: Gadget's Greatest Gadgets – een direct-naar-videospecial waarin Gadget terugblikt op zijn oude avonturen.
- Inspector Gadget's Last Case – een direct-naar-videofilm.
- Gadget and the Gadgetinis – een spin-offserie.
- Inspector Gadget – een live-action film uit 1999.
- Inspector Gadget 2 – het vervolg op bovengenoemde film.